# Booteri
El booteri (Bootherium bombifrons) és una espècie extinta de mamífer artiodàctil de la família dels bòvids que visqué a Nord-amèrica durant el Plistocè. Se n'han trobat restes fòssils al Canadà i els Estats Units. Es tracta de l'única espècie reconeguda del gènere Bootherium. El seu parent més proper és el bou mesquer (Ovibos moschatus), que ocupa regions més fredes. Era força més alt i magre que el bou mesquer, amb un pes aproximat de 423,5 kg. A més a més, tenia el crani més gruixut i el musell bastant més llarg.